# Ciemnobiałka beżowoszara

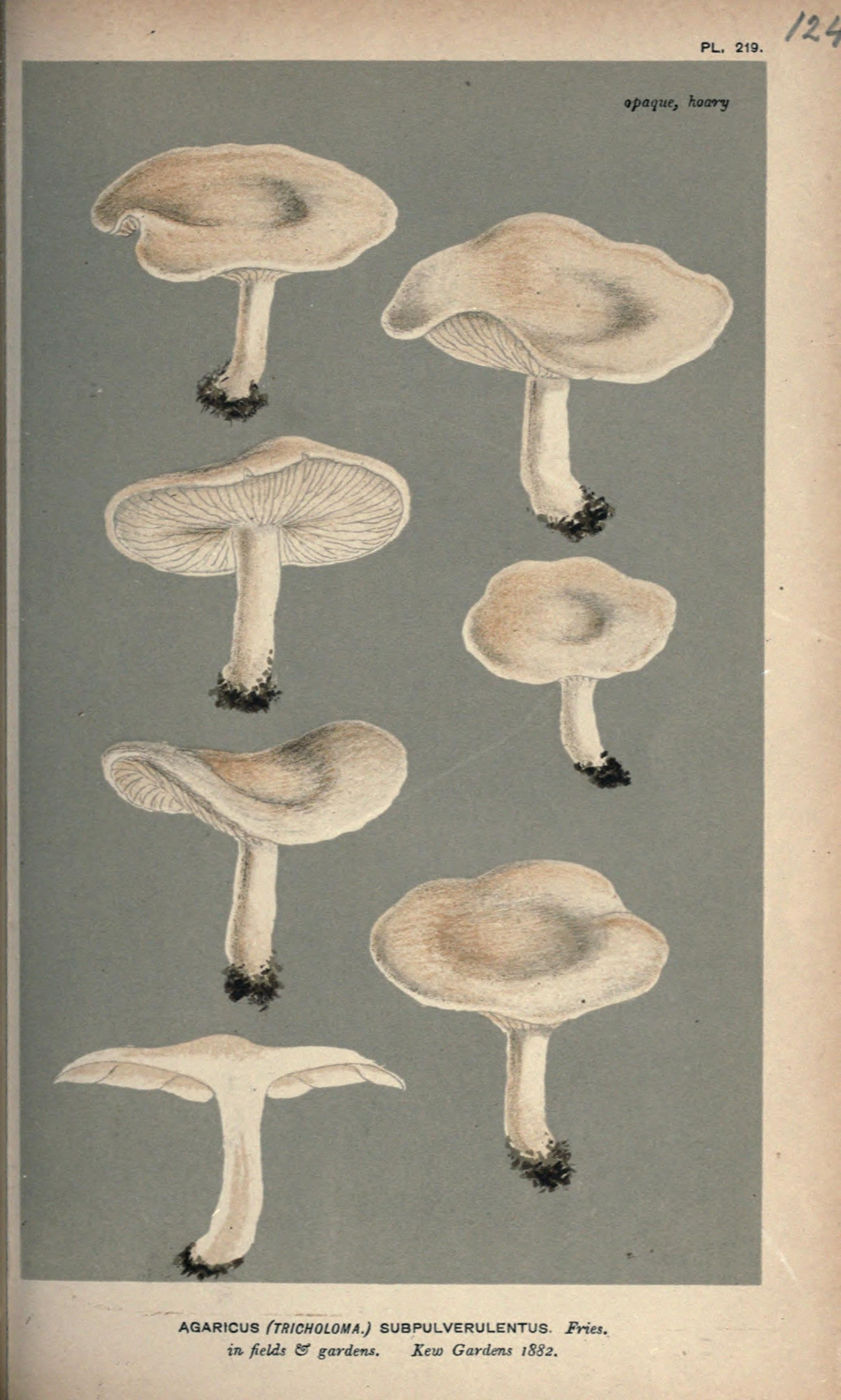

Ciemnobiałka beżowoszara (Melanoleuca subpulverulenta (Pers.) Singer) – gatunek grzybów należący do rzędu pieczarkowców (Agaricales).

## Systematyka i nazewnictwo
Pozycja w klasyfikacji według Index Fungorum: Melanoleuca, Incertae sedis, Agaricales, Agaricomycetidae, Agaricomycetes, Agaricomycotina, Basidiomycota, Fungi.
Po raz pierwszy opisał go w 1828 r. Christiaan Persoon, nadając mu nazwę Agaricus subpulverulentus. Obecną, uznaną przez Index Fungorum nazwę nadał mu w 1939 r. Rolf Singer. Synonimy:
- Agaricus subpulverulentus Pers. 1828
- Tricholoma subpulverulentum (Pers.) P. Karst. 1879[2]

Polską nazwę podaje internetowy atlas grzybów.

## Morfologia
Kapelusz
Średnica 3–7 (9) cm, często z niewielkim garbkiem, a także wklęsły lub lekko lejkowaty. Powierzchnia szarobrązowa do ciemnoczerwonobrązowej, podczas suchej pogody matowa, koncentrycznie nakrapiana, podłużnie włóknista, w środku ciemniejsza, brązowawa.
Blaszki
Zazwyczaj nieco zbiegające, z międzyblaszkami, wypukłe, początkowo białawe, potem kremowobiałe lub kremowożółte, również z różowawym odcieniem.
Trzon
Wysokość 3–5 (6) cm, grubość 3–5 (7) cm, cylindryczny z lekko rozszerzoną podstawą. Powierzchnia biała, lekko brązowawa, czerwonawo-brązowawa, brązowo-beżowa, nieco oprószona brązowymi łuseczkami i włókienkowata, matowa, podstawa biaława.
Miąższ
Biały, białawy, lekko marmurkowy, szybko wodnisty, w smaku łagodny, o typowo grzybowym zapachu.
Cechy mikroskopowe
Zarodniki białe, 7,5–10,5 × 5–6,5 µm, wąsko elipsoidalne do cylindrycznych, z brodawkami o wysokości ok. 0,5 µm, Q = 1,5–1,9, Qav = 1,5–1,8. Podstawki 30–37 × 9–11 µm, przeważnie czterozarodnikowe, bez sprzążek. Pleurocystyd brak.
Gatunki podobne
Gąsówka kołpaczkowata (Lepista panaeolus), ciemnobiałka ciemna (Melanoleuca melaleuca), ciemnobiałka krótkotrzonowa (Melanoleuca brevipes), ciemnobiałka płowa (Melanoleuca cognata), Melanoleuca microcephala.

## Występowanie i siedlisko
Znane jest występowanie ciemnobiałki beżowoszarej tylko w Europie i w Rosji. Jest rzadki, w Niemczech i Szwajcarii jest na liście gatunków zagrożonych. Brak go w opracowanym w 2003 r. przez Władysława Wojewodę wykazie grzybów wielkoowocnikowych Polski, ale w późniejszych latach podano jego stanowiska. Najbardziej aktualne stanowiska podaje internetowy atlas grzybów. Znajduje się w nim na liście gatunków zagrożonych i wartych objęcia ochroną.
Grzyb naziemny, saprotrof. Występuje w ogrodach i parkach, rzadziej na trawiastych obszarach leśnych, na obrzeżach lasów, leśnych ścieżkach, na kompoście, glebie bogatej w składniki odżywcze. Owocniki tworzy od wiosny do jesieni.
Grzyb jadalny, ale mało smaczny.